# Payahop
Payahop es un dúo humorístico chileno, más conocidos por presentarse en el Festival Internacional de Viña del Mar en la edición LV de 2014.Y En El Festival de Olmué Del Año 2017
El dúo está formado por Claudio Castillo de 39 años y Fernando Rojas de 35, el nombre del dúo proviene de su estilo de humor las payas y el hip hop ("PayaHop").

## Trayectoria
Payahop logró varios reconocimientos por su humor rápido y acompañado de un bombo ligero, con estilo musical mezclando payas y hip hop. Sus inicios remontan a un trabajo esforzado en los buses del Transantiago, un día se encontraron con el humorista Pancho del Sur, el cual al ver su talento les recomendó ir al programa Coliseo romano. El dúo probó suerte en el programa Coliseo: La revancha, pero fueron los cuartos en ser eliminados. En 2013 estuvieron en el programa Hazme reír, logrando el tercer lugar. En enero de 2014 participaron en el programa El elegido, ganando la competencia y clasificando para subirse al festival más grande de Latinoamérica, el Festival de Viña del Mar. Un día antes de subirse al escenario, pudieron hablar en una conferencia de prensa, donde además hablaron de uno de los humoristas al que no le fue bien, Ruddy Rey. El 28 de febrero se subieron al escenario, donde luego de unos 35 minutos de rutina se llevaron todos los premios.

## Televisión

### Programas
| Año  | Canal | Título               | Notas                                                      |
| ---- | ----- | -------------------- | ---------------------------------------------------------- |
| 2012 |       | Coliseo: La revancha | 4° Eliminados.                                             |
| 2013 |       | Hazme reír           | Finalistas, 3° lugar.                                      |
| 2014 |       | El elegido           | Ganadores y clasificados al Festival de Viña del Mar 2014. |

### Festival
| Año  | Canal | Título                      | Notas                                      |
| ---- | ----- | --------------------------- | ------------------------------------------ |
| 2014 |       | Festival de Viña del Mar    | Se llevaron todos los premios: A, A, G y G |
| 2015 |       | Festival de Tierra Amarilla |                                            |
| 2017 |       | Festival del Huaso de Olmué |                                            |